# Бебелевский сельсовет
Бебелевский сельсовет — муниципальное образование в составе Ферзиковского района Калужской области России.
Центр — деревня Бебелево.

## История
Бебелевский сельский совет был создан в 1954 году в Ферзиковском районе. В 1960—1963 годы относился к Калужскому району, с 1963 года — в составе Ферзиковского района (Указ об образовании Ферзиковского района от 01.02.1963).
Постановлением Правительства Калужской области от 22 августа 1996 года № 45 был включён в перечень муниципальных образований области. Законом Калужской области № 7-ОЗ от 28 декабря 2004 года «Об установлении границ муниципальных образований, расположенных на территории административно-территориальных единиц „Бабынинский район“, „Боровский район“, „Дзержинский район“, „Жиздринский район“, „Жуковский район“, „Износковский район“, „Козельский район“, „Малоярославецкий район“, „Мосальский район“, „Ферзиковский район“, „Хвастовичский район“, „Город Калуга“, „Город Обнинск“, и наделением их статусом городского поселения, сельского поселения, городского округа, муниципального района» наделён статусом сельского поселения; этим же законом установлены границы поселения.

## Состав
В поселение входят 10 населённых мест:
| №  | Населённый пункт | Тип населённого пункта          | Население |
| -- | ---------------- | ------------------------------- | --------- |
| 1  | Баютино          | деревня                         | ↗15       |
| 2  | Бебелево         | деревня, административный центр | ↗826      |
| 3  | Болдасовка       | деревня                         | ↗76       |
| 4  | Ивашево          | деревня                         | ↘10       |
| 5  | Катенево         | деревня                         | ↘6        |
| 6  | Митюково         | деревня                         | →0        |
| 7  | Незымаево        | деревня                         | ↗11       |
| 8  | Новая Деревня    | деревня                         | ↗119      |
| 9  | Петрово          | деревня                         | ↗16       |
| 10 | Фитинино         | деревня                         | ↗6        |

## Население
| 2010  | 2012  | 2013  | 2014  | 2015  | 2016  | 2017  |
| ----- | ----- | ----- | ----- | ----- | ----- | ----- |
| 1028  | ↗1030 | ↘1027 | ↗1033 | ↘1015 | ↗1023 | ↗1072 |
| 2018  | 2019  | 2020  | 2021  |       |       |       |
| ↗1088 | ↗1107 | ↘1094 | ↘1082 |       |       |       |